# Torquéole de Java
Arborophila javanica
Espèce
Statut de conservation UICN

 LC  : Préoccupation mineure
La Torquéole de Java (Arborophila javanica) est une espèce d'oiseaux de la famille des Phasianidae.

## Distribution
Montagnes de l’ouest et du centre de Java, des monts Karang à l’ouest aux monts Tengger, Semeru à l’est.

## Sous-espèces
- A. j. javanica (Gmelin, 1789) à l’ouest de Java.
- A. j. bartelsi Siebers, 1929, se rencontre sur le mont Ciremai. Elle se distingue par beaucoup moins de noir sur la tête, la gorge étant presqu’entièrement rousse.
- A. j. lawuana Bartels 1938, se rencontre sur le mont Lawu, au centre de Java. Cette forme a le cou plus noir que bartelsi et la gorge rousse.

## Habitat
Forêts et clairières forestières entre 500 et 3 000 m, le plus souvent au-dessus de 1 000 m.

## Mœurs
Cette espèce est le plus souvent observée en couples, éventuellement avec une nichée de un à quatre jeunes, cherchant sa nourriture dans la litière végétale en bordure de chemin ou en lisière forestière (Madge & McGowan 2002, Hennache & Ottaviani 2011).

## Voix
La torquéole de Java peut être aisément détectée par son chant qu’elle pousse toute l’année sauf au mois de décembre, c’est-à-dire hors saison de reproduction ; il s’agit d’une série de doubles notes poussées de plus en plus vite et de plus en plus fort, portant très loin (Madge & McGowan 2002, Hennache & Ottaviani 2011).

## Nidification
La saison de reproduction semble s’étendre sur une longue période de l’année. En captivité les mâles construisent des nids dômés à l’aide de longues tiges herbacées, comme le font ceux des espèces voisines (Hennache & Ottaviani 2011).

## Statut, conservation
Cette espèce est encore largement répandue mais son avenir pourrait être compromis par l’accès de plus en plus facile aux forêts d’altitude et donc par la chasse. Sa présence est de plus en plus fréquente sur les marchés en raison de sa chair délicieuse et de la facilité avec laquelle elle s’adapte à la vie en captivité (Hennache & ottaviani 2011).